# اچ‌ام‌اس چارجر (پی۲۹۲)
اچ‌ام‌اس چارجر (پی۲۹۲) (به انگلیسی: HMS Charger (P292)) یک کشتی است که طول آن 20.8 m (68 ft 3 in) می‌باشد. این کشتی در سال ۱۹۸۶ ساخته شد.